# 馬其頓的帕特羅克洛斯
帕特羅克洛斯（希臘語：Πάτροκλος），托勒密王國人物。
生活於西元前三世紀，是埃及托勒密王朝托勒密二世的艦隊指揮官。在科斯島戰役中他是托勒密艦隊司令，然而不幸戰敗。

## 來源
1. ↑  The Cambridge Ancient History, Vol. 7, p. 240.